# Глогов Брод
Глогов Брод (словен. Glogov Brod) — поселення в общині Брежиці, Споднєпосавський регіон, Словенія. Висота над рівнем моря: 160,6 м.